# Cal Foriola
Cal Foriola és una casa de Vallfogona de Balaguer (Noguera) inclosa a l'Inventari del Patrimoni Arquitectònic de Catalunya.

## Descripció

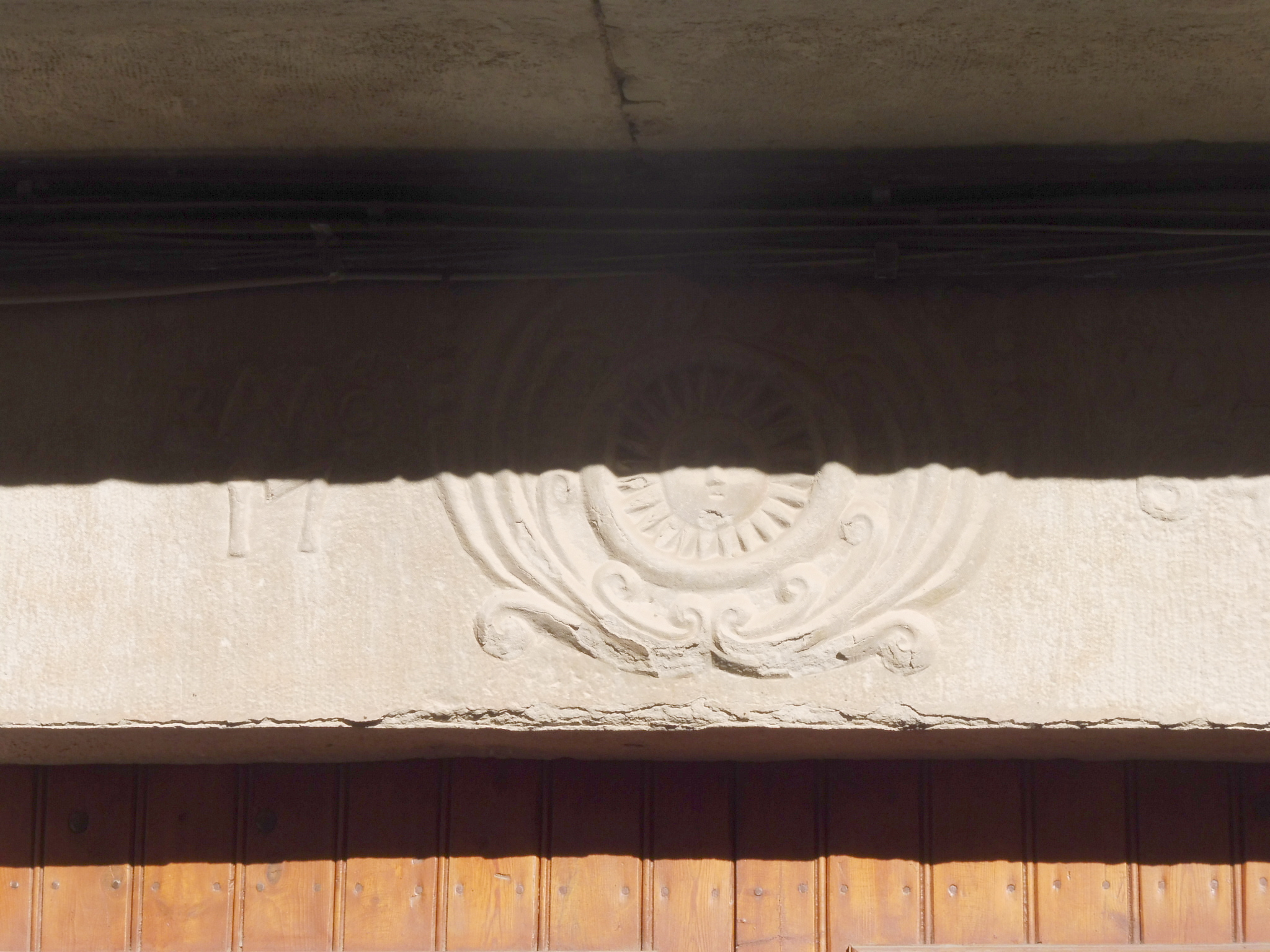
Llinda d'un portal

Casa de tres plantes de tipus senyorial. La primera planta per a usos diversos relacionats amb la producció agrícola o ramadera i les altres dues per a habitatge. La porta principal és allindada i realitzada amb carreus ben escairats. Sobre la llinda hi ha una filigrana i la data de 1764.

## Història
La vila de Vallfogona pertanyia des de 1445 a la Canònica de Lleida. Després de la Guerra dels Segadors va restar deshabitada (1640) i no començà a ser repoblada fins a mitjans de segle xviii per iniciativa de la mateixa canònica.